# زغفل
زِغْفِل (الاسم العلمي: Pontederia)، جنس نباتات مائية عشبية تزيينية متغايرة أقلام السِّمَة من فصيلة الزغفليات.أعطانها في الأمريكتين، تنتشر من كندا إلى الأرجنتين، موائلها في المياه الضحلة أو على الوحل. تم تسمية الجنس من قبل لينيوس تكريمًا لعالم النبات الإيطالي جوليو بونتيديرا.